# جامعة جنوب شرق ولاية أوكلاهوما
جامعة جنوب شرق ولاية أوكلاهوما هي جامعة عامة في ديورانت، أوكلاهوما. بلغ عدد المسجلين في الجامعة 4824 في عام 2019.

## تاريخ

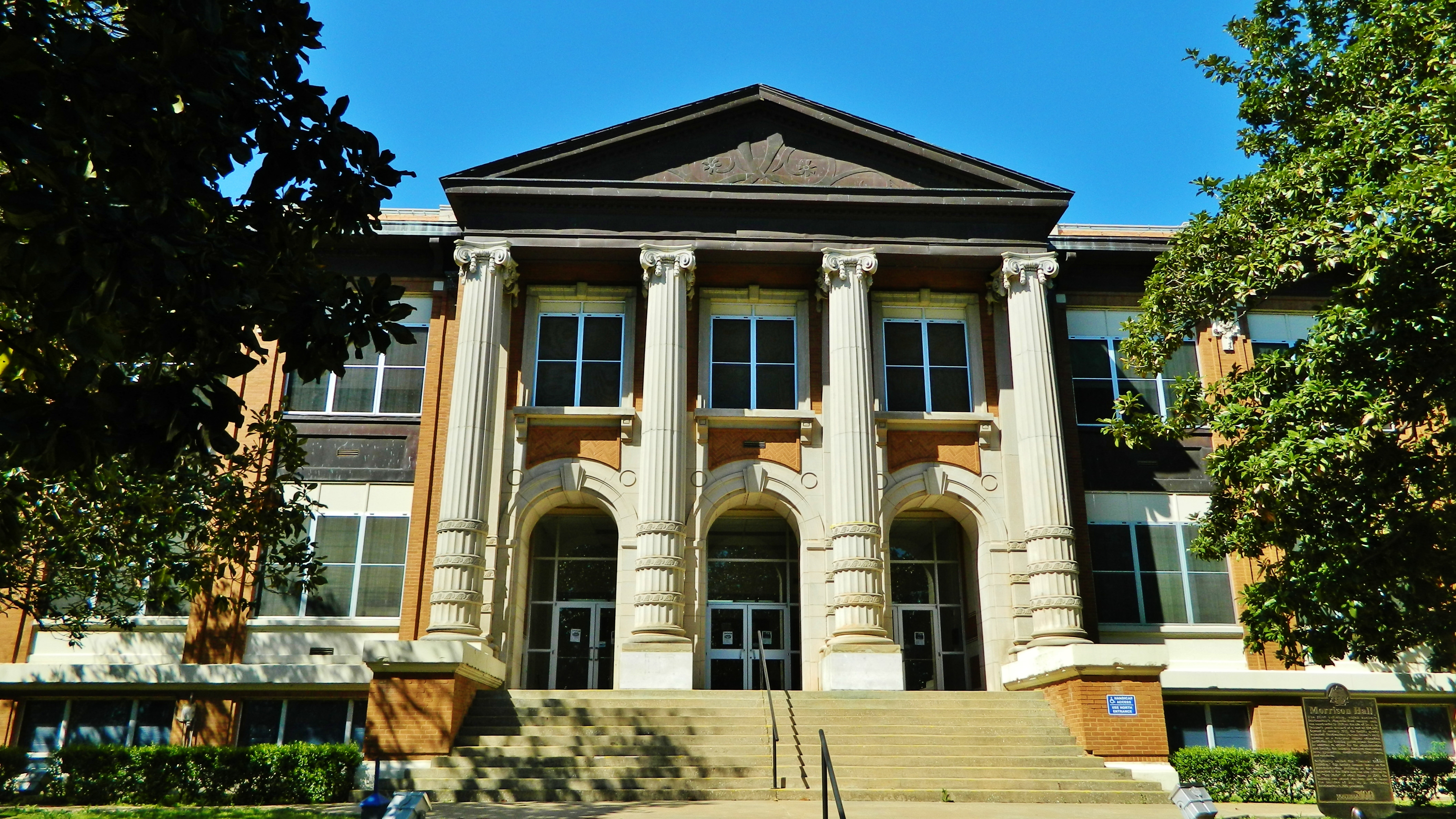
قاعة موريسون

في 6 مارس 1909، وافق المجلس التشريعي الثاني لولاية أوكلاهوما على قانون يحدد ديورانت كموقع لمدرسة عادية لخدمة المنطقة التالية المكونة من 12 مقاطعة: أتوكا، بريان، كارتر، تشوكتاو، لاتيمر، ليفلور، لاف، مارشال، ماكورتين، ماكينتوش وبيتسبيرغ وبوشماتاها. فتحت جامعة ولاية جنوب شرق أوكلاهوما أبوابها للطلاب لأول مرة في 14 يونيو 1909، كمدرسة جنوب شرق الولاية العادية. تألف برنامج التدريس المبكر من أربع سنوات من المدرسة الثانوية وسنوات الدراسة الجامعية الأولى والثانية. عقدت الدورات الأولى للمدرسة في أماكن مؤقتة في انتظار الانتهاء من قاعة موريسون في يناير 1911، المعروفة منذ فترة طويلة باسم مبنى الإدارة.
كان الغرض الأصلي من جامعة جنوب شرق ولاية أوكلاهوما هو تعليم المعلمين لتحضيرهم للمدارس العامة في أوكلاهوما. تم منح الخريجين لمدة عامين شهادات تعليم مدى الحياة. في عام 1921، أصبحت المؤسسة كلية لمدة أربع سنوات وتم تغيير اسمها إلى كلية المعلمين الجنوبية الشرقية. تم الانتهاء من بناء مكتبة الكلية، الآن مكتبة هنري جي بينيت التذكارية، في عام 1928. ظلت الوظيفة الأساسية تتمثل في تعليم المعلمين وتم السماح بدرجات بكالوريوس الآداب في التربية وبكالوريوس العلوم في التربية.
تم توسيع الغرض من الكلية في عام 1939. تمت إضافة الدورات التي تؤدي إلى درجتين غير تعليميتين مصرح بهما حديثًا - بكالوريوس الآداب وبكالوريوس العلوم -. في هذا الوقت، تمت إعادة تسمية الكلية باسم ثانوية جنوب شرق ولاية أوكلاهوما. في عام 1954، تم توسيع المناهج بإضافة برنامج الدراسات العليا الذي يؤدي إلى درجة الماجستير في التدريس. في عام 1969، تم تغيير اسم الدرجة إلى ماجستير في التربية.

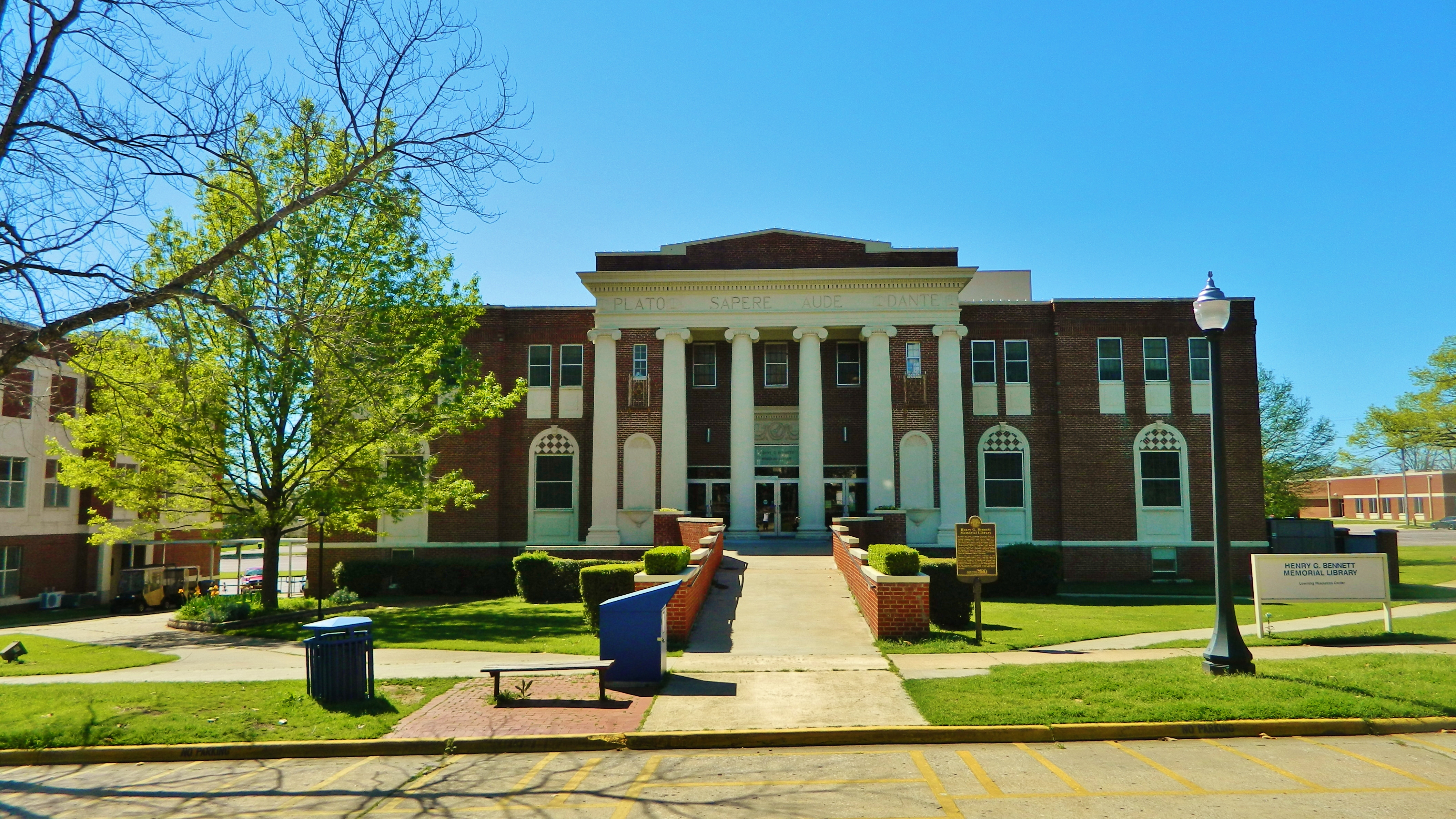
مكتبة بينيت التذكارية

في 27 مايو 1968، عين حكام ولاية أوكلاهوما للتعليم العالي جنوب شرق كلية المجتمع المحلي. مع الاحتفاظ بالوظائف السابقة، تحركت الكلية في اتجاه توفير فرص تعليمية أكبر بعد المرحلة الثانوية من خلال توسيع مناهجها لتشمل برامج جديدة في مجالات مثل الأعمال والتكنولوجيا والطيران والحفظ.
في عام 1971، طلب حكام ولاية أوكلاهوما للتعليم العالي أن تقوم الدولة بدعم مؤسسات التعليم العالي بمراجعة وتقييم وظائفهم كأعضاء في نظام الدولة للتعليم العالي. عند الانتهاء من المراجعة، تم إعداد «خطة السبعينيات» الشاملة من قبل كل مؤسسة وتقديمها إلى الحكام. في 1 يونيو 1972، قدمت جامعة جنوب شرق ولاية أوكلاهوما خطتها إلى ريجنتس والتي تمت الموافقة عليها لاحقًا في 29 مارس 1973. تم تغيير درجة الماجستير في التربية إلى درجة الماجستير في الدراسات السلوكية، وبالتالي تمت الموافقة على الجامعة لتقديم برنامج الدراسات العليا في الأعمال التجارية والذي بلغ ذروته في درجة الماجستير في الدراسات الإدارية. تمت إعادة تسمية أربعة خيارات لدرجة الماجستير في الدراسات السلوكية باسم ماجستير التربية في أغسطس 1979. تمت مراجعة درجة الماجستير في الدراسات الإدارية وتغيير اسمها إلى ماجستير إدارة الأعمال في أغسطس 1996.
في 15 أغسطس 1974، تم تغيير الثانويّة إلى جامعة ولاية جنوب شرق أوكلاهوما بموجب قانون صادر عن الهيئة التشريعية لولاية أوكلاهوما. منذ عام 1974، استمرت جامعة جنوب شرق ولاية أوكلاهوما، من خلال عمليات إعادة التنظيم المؤسسي، في التنويع، بحيث يوجد حاليًا ثلاث مدارس أكاديمية: الآداب والعلوم، والأعمال التجارية، والتعليم والعلوم السلوكية.

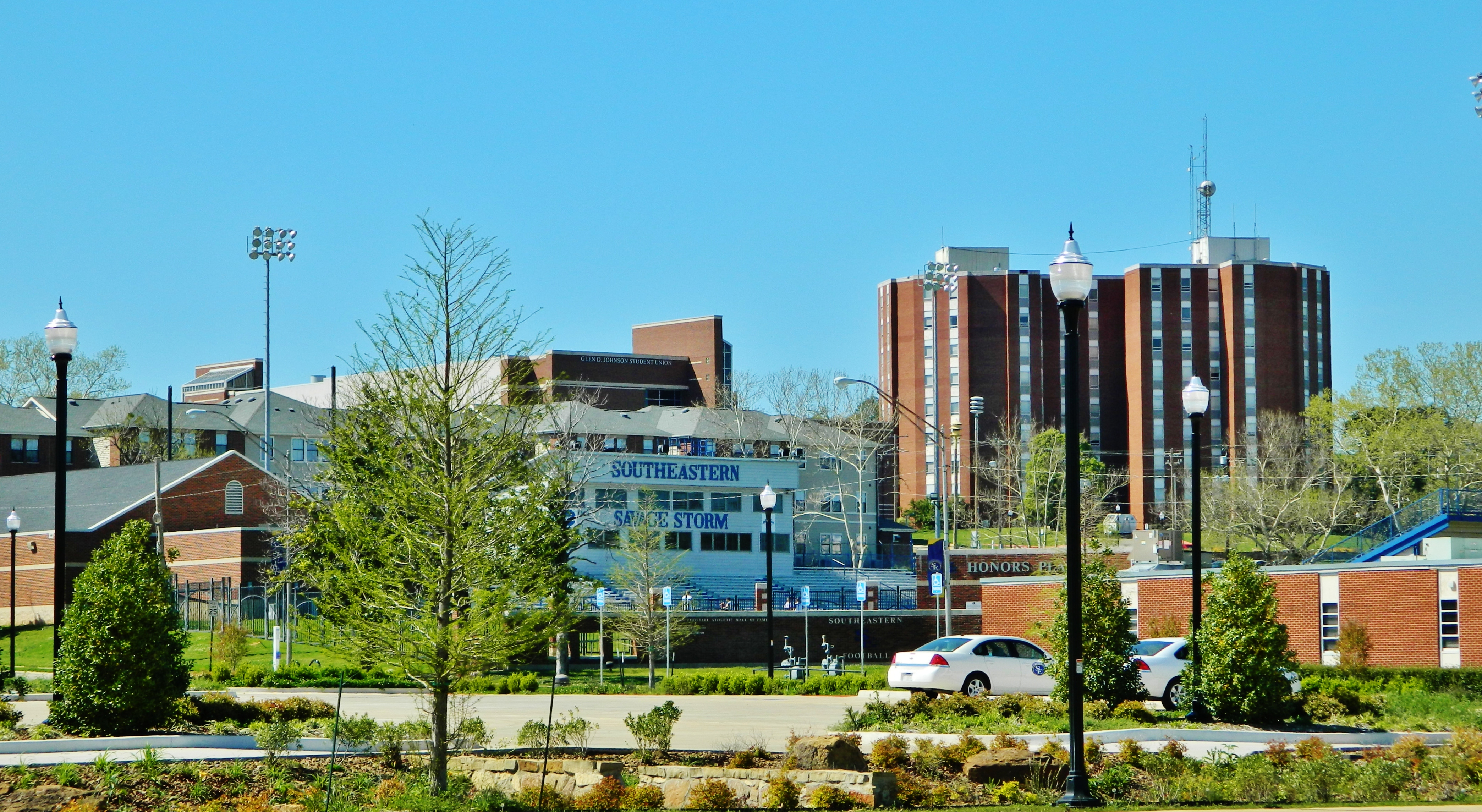
منظر لجامعة جنوب شرق ولاية أوكلاهوما من الجادة الأولى

تتبع جامعة جنوب شرق ولاية أوكلاهوما سياسة عدم التسامح مطلقًا فيما يتعلق بسلوك الطلاب. تحدث العقوبات على انتهاكات لوائح الحرم الجامعي بما في ذلك عقوبات الانتهاكات المزعومة التي لا يمكن استئنافها، وفقًا للإرشادات التي وضعها نظام الجامعة الإقليمي في أوكلاهوما. حدث الجدل بعد أن تم إيقاف لاعب كرة القدم جاستن بيتروشا بعد اتهامات جنائية بحيازة الماريجوانا بقصد توزيعها على بعد 2000 قدم من المدرسة. ومع ذلك، بدلاً من التمسك بهذه السياسة، تمت إعادة بيتروشا بالكامل بعد أن تم تخفيض التهمة لاحقًا إلى جنحة.
بعد فترة 20 عامًا من رئاسة ليون هيبس، عمل الدكتور لاري ويليامز لمدة عشر سنوات كرئيس لجنوب شرق البلاد. خدم الدكتور جلين د. جونسون في جنوب شرق البلاد لمدة 9 سنوات ثم في عام 2007 تولى مهام مستشار نظام ولاية أوكلاهوما للتعليم العالي. خلف الدكتور جيسي سنودن جونسون كرئيس مؤقت. تم اختيار الدكتور مايكل تورنر كرئيس للجامعة في عام 2008 وافتتح في يناير 2009. أعلن استقالته في يونيو 2009، وعين الدكتور لاري مينكس كرئيس مؤقت ثم دائم. عمل مينكس كرئيس حتى 30 يونيو 2014، وبدأ شون براج مهامه كرئيس 20 في 1 يوليو 2014.

### دعوى التمييز بين الجنسين (2011)
في أبريل 2011، حُرمت الدكتورة راشيل تيودور، الأستاذة المساعدة في اللغة الإنجليزية والعلوم الإنسانية والآداب من الخدمة على الرغم من التوصية بالترقية والتثبيت مرتين في العامين السابقين من قبل لجنة الترقيات والترقيات، بناءً على معايير التدريس بالجامعة والمنحة الدراسية والخدمة. اللجنة، التي تمت الموافقة على توصياتها الإيجابية بشأن مدة المنصب بشكل روتيني من قبل الإدارة، تم نقضها من قبل نائب رئيس الشؤون الأكاديمية الدكتور دوغلاس ماكميلان، الذي كان قد استفسر سابقًا من قسم الموارد البشرية بالجامعة عما إذا كان يمكن إنهاء عمل الدكتورة تيودور لأن أسلوب حياتها «يسيء إلى حياتها بسبب معتقداتها المعمدانية». تبريرًا للحرمان من المنصب، ادعى ماكميلان أن تيودور كان غير مؤهل، على الرغم من النتائج الأصلية للجنة الحيازة والترقية، وتلك التي توصلت إليها لجنة استئناف أعضاء هيئة التدريس، وقرار من مجلس الشيوخ لدعم طلب تودور. رفعت الدكتورة تيودور، التي لم تعمل في الجامعة منذ مايو 2011، قضيتها إلى لجنة أوكلاهوما لحقوق الإنسان، ووزارة التعليم الأمريكية، ولجنة تكافؤ فرص العمل. في 5 سبتمبر 2012، أصدرت لجنة تكافؤ فرص العمل (EEOC) «قرارًا» ينص على أن جامعة ولاية جنوب شرق أوكلاهوما أنهت توظيف الدكتور تودور في انتهاك للمادة السابعة من قانون الحقوق المدنية لعام 1964، بصيغته المعدلة. أشارت لجنة تكافؤ فرص العمل (EEOC) على وجه التحديد إلى التمييز على أساس الجنس والتمييز الديني والانتقام. على الرغم من أن الدكتور تيودور رحب بعروض التوفيق التي قدمتها اللجنة، إلا أن جامعة جنوب شرق ولاية أوكلاهوما رفضت جهود اللجنة التي أحالت القضية إلى وزارة العدل للنظر فيها. في 30 مارس 2015 رفعت وزارة العدل دعوى قضائية ضد الجامعة. قامت لجنة تكافؤ فرص العمل بتسوية الدعوى مع الجامعة في أغسطس 2017. في 20 نوفمبر 2017، أصدرت هيئة المحلفين حكمًا بقيمة 1.165 مليون دولار لصالح الدكتورة تيودور، ووجدت أن الجامعة حرمت من وظيفتها وفرصة إعادة التقديم للوظيفة بسبب جنسها، على الرغم من أنها لم تجد الجامعة معادية. بيئة العمل.

### احتجاجات الجمعية الوطنية للنهوض بالملونين (2013)
أثارت جامعة جنوب شرق ولاية أوكلاهوما اهتمامًا إعلاميًا في عام 2013 عندما تحدثت الجمعية الوطنية للنهوض بالملونين (NAACP)، وريفيرنزد مارشال هاتش من شبكة العمل الوطنية نيابة عن خمسة طلاب جامعيين من أصل أفريقي لكرة القدم يحضرون جنوب شرق البلاد، أحدهم من شيكاغو، بخصوص الحادث الذي وقع في 2 أبريل 2013. وفقا لشرطة ديورانت، أفاد العديد من الأشخاص أن رجال ملثمين جاءوا إلى مساكنهم وطالبوا بالمال والهواتف المحمولة. تم تعليق دوام الطلاب وإلغاء المنح الدراسية. تم اتهام دوام الخمسة جميعًا في يونيو 2013 بعدما اتُهموا بارتكاب جناية التآمر للانخراط في نمط من الجرائم الجنائية بالإضافة إلى تهم بارتكاب جرائم تتعلق بارتداء قناع أو غطاء للرأس أو غطاء لأغراض الإكراه أو الترهيب أو المضايقة، وأربع تهم بالاعتداء والضرب.
خلال جلسة استماع أولية في 16 أكتوبر/تشرين الأول 2013، تقدم الرجال الخمسة جميعهم بدفوع عدم الطعن في تهم بارتكاب جرائم. أسقطت التهم الجنائية الموجهة إليهما كجزء من اتفاق الإقرار بالذنب، وحُكم على كل منهما بالسجن ثلاث سنوات مؤجلة بتهم الجنحة، كما حكم عليه بالسجن 90 يومًا. طعنت آرلين بارنوم من الجمعية الوطنية للنهوض بالملونين في تعليقها من الجامعة على أساس الحرمان من الحق في الاستعانة بمحام أثناء الإجراءات التأديبية. احتج خمسة أعضاء من الجمعية الوطنية للنهوض بالملونين في حرم الجامعة في مايو 2013 خارج احتفالات التخرج.

## أكاديميون
تُقدّم الجامعة لمنتسبيها عددًا من الشهادات لعلَّ أبرزها البكالوريوس، والماجستير. تقدم جامعة جنوب شرق ولاية أوكلاهوما أكثر من 60 خطة للحصول على درجة جامعية. تقدم المدرسة أيضًا 15 برنامجًا مختلفًا للخريجين، مع خيارات لجميع الفصول الدراسية وجهًا لوجه، وجميع الفصول عبر الإنترنت، أو مزيج من الاثنين. كانت التخصصات الخمسة الأولى الأكثر شيوعًا للطلاب الجدد في خريف 2018 بالترتيب هي علم الأحياء، والطيران، والسلامة والصحة المهنية، والتعليم الابتدائي، والأعمال العامة. تم تصنيف قسم السلامة في جامعة جنوب شرق ولاية أوكلاهوما في التقييم الرابع من أصل خمسة نجوم في التصنيف الوطني. يعد برنامج الطيران أيضًا واحدًا من 88 كلية، على مستوى البلاد، تلقت خطاب تفويض من إدارة الطيران الفيدرالية (FAA) يقول إن طلاب جنوب شرق الطيران يجب أن يكملوا 1000 ساعة بدلاً من 1500 ساعة للحصول على تجارب تعليمية أرخص. تتيح هذه الجائزة لشركات الطيران في جنوب شرق البلاد أن تستغرق ساعات أقل وبالتالي تنفق أموالًا أقل على الرسوم الدراسية؛ أيضًا، يوضح هذا التفويض أن برنامج الطيران في جامعة جنوب شرق ولاية أوكلاهوما قادر على تدريس المواد المطلوبة في وقت أقل من معظم المدارس. تقدم جامعة ولاية جنوب شرق أوكلاهوما التعليم للطلاب من 32 ولاية و40 دولة خارج الولايات المتحدة.

### برامج الدراسات العليا
يتم تقديم برامج الدراسات العليا في جامعة ولاية جنوب شرق أوكلاهوما من خلال كلية التربية، وكلية الآداب والعلوم، وكلية إدارة الأعمال. في الدراسات التي أجريت في عام 2014، كان لدى المدرسة الجنوبية الشرقية للتعليم 85 طالبًا، وكلية الآداب والعلوم بها 79 طالبًا، وكلية إدارة الأعمال بها 35 طالبًا، وقسم علوم الطيران 69 طالبًا، وقسم العلوم السلوكية 36 طالبًا.. افتتح قسم الموسيقى مؤخرًا درجة الماجستير في التربية الموسيقية، ومن المتوقع أن تخرج أولى الخريجين في مايو 2017.

### حجم الصف
بلغ عدد الطلاب المسجلين اعتبارًا من خريف 2018 4,483 طالبًا. كل عام، يتقدم حوالي 1100 شخص إلى الجامعة ويتم قبول حوالي 860؛ من بين المقبولين، في عام 2013، كان ثمانية عشر بالمائة في العشرة بالمائة الأولى من فصلهم بالمدرسة الثانوية، وواحد وأربعون بالمائة كانوا في أعلى خمسة وعشرين بالمائة، وثلاثة وسبعون بالمائة كانوا في الخمسين بالمائة الأعلى. نسبة الطالب إلى أعضاء هيئة التدريس هي 19: 1. في خريف 2018، استقبلت الجامعة أكبر فصل طالبات في ست سنوات، بإجمالي تسجيل بلغ 600 طالبة.

### مرافق إضافية
جامعة جنوب شرق ولاية أوكلاهوما لديها مرافق تعليمية إضافية في المواقع التالي:
- فرع الحرم الجامعي في مقاطعة ماكورتين (إيدابيل)
- مركز جامعة جنوب أوكلاهوما (أردمور)
- كلية ولاية أوكلاهوما الشرقية (مكاليستر)
- قاعدة تينكر الجوية وكلية روز ستيت (وسط الغرب)
- كلية جرايسون (دينيسون وفان ألستين، تكساس)

### خدمات الحرم الجامعي

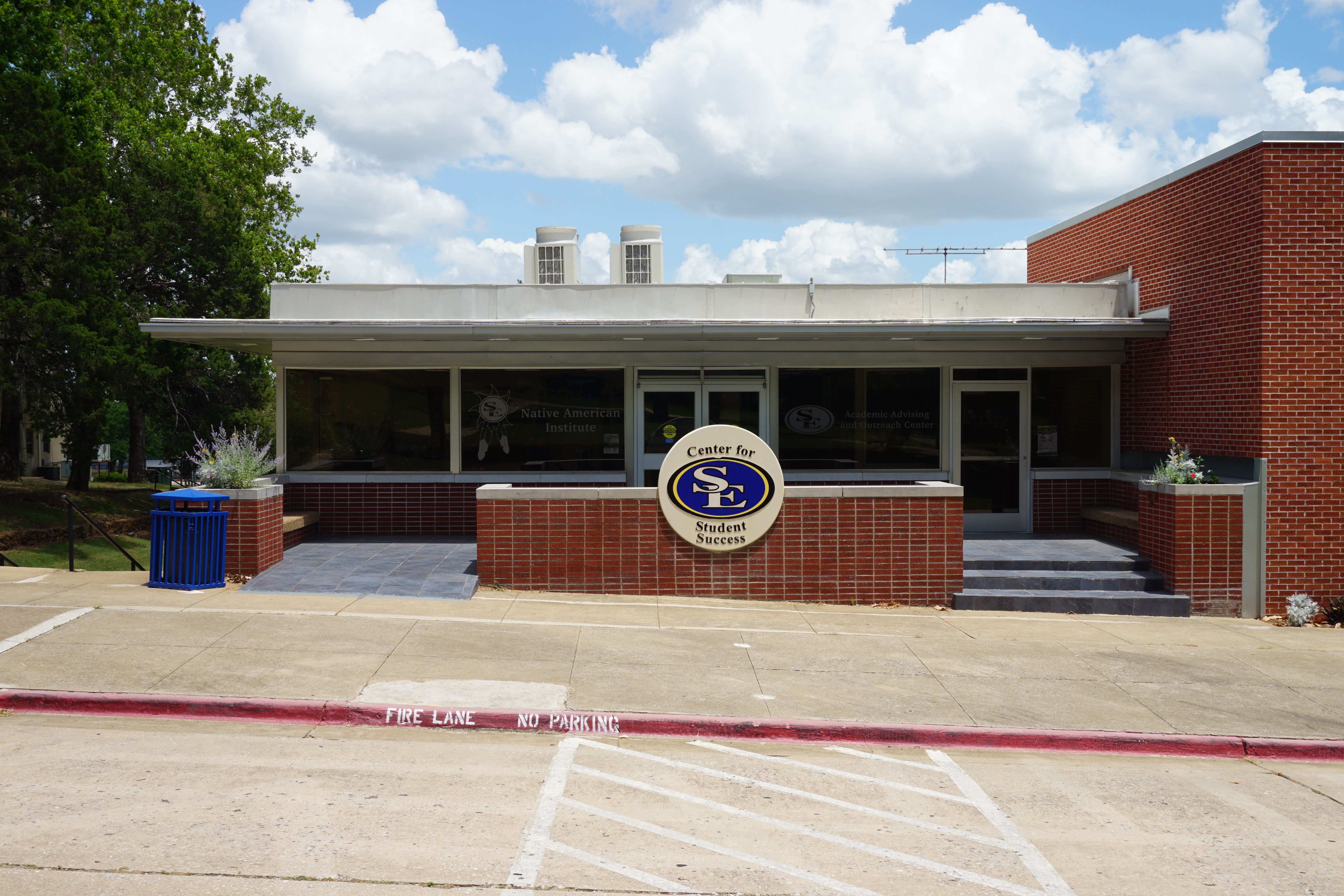
مركز مهام وتسجيل الطلاب

تشمل خدمات الحرم الجامعي في جامعة جنوب شرق ولاية أوكلاهوما: خدمات دعم الطلاب، وخدمات صحة الطلاب، والإرشاد الأكاديمي ومركز التوعية، ومركز التعلم، ومركز العافية، والمعهد الأمريكي الأصلي، ومركز الإرشاد.

### سلامة الحرم الجامعي

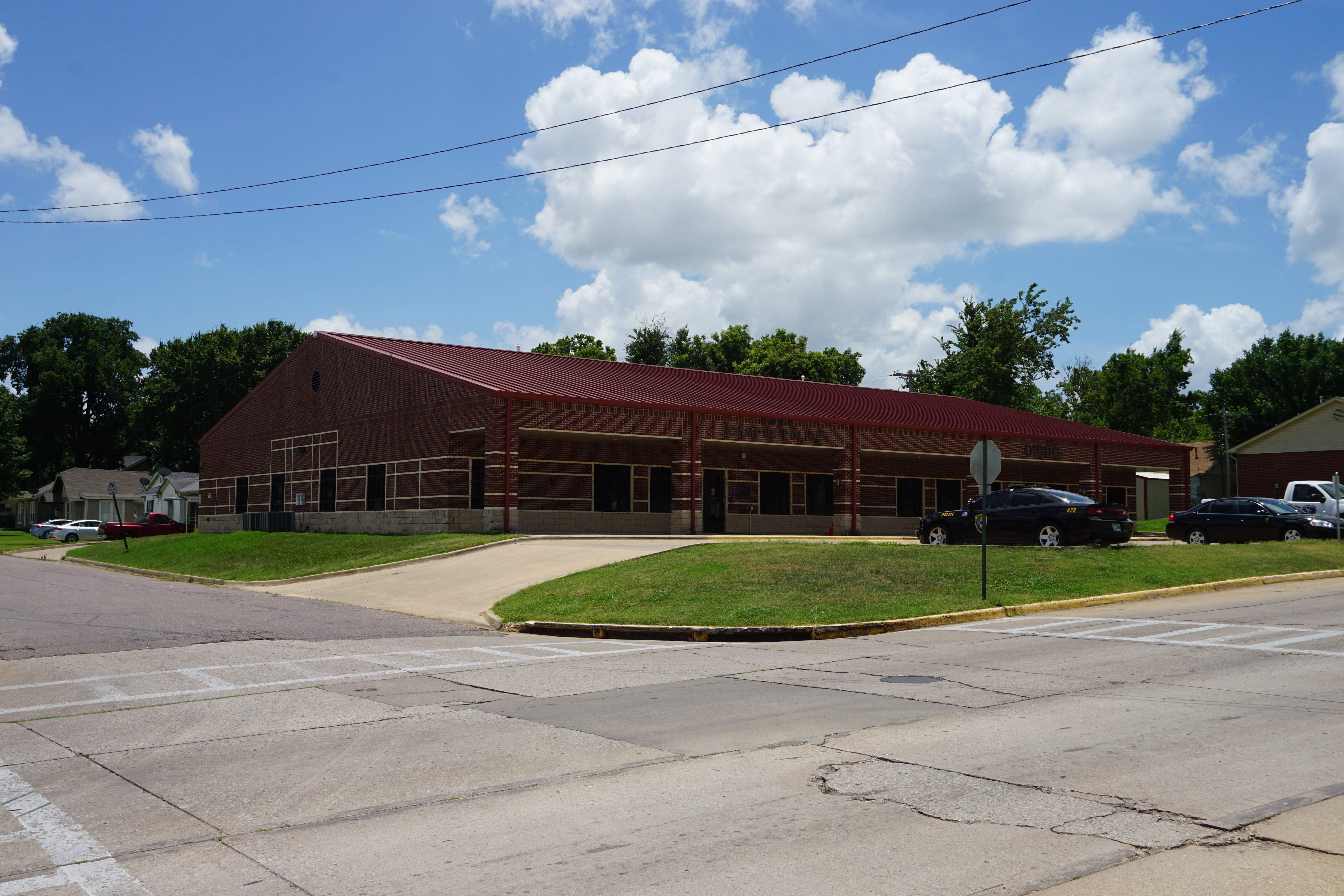
مبنى شرطة الحرم الجامعي

يعمل قسم شرطة الحرم الجامعي في هذه الجامعة على مدار الساعة طوال أيام الأسبوع في الحرم الجامعي جنبًا إلى جنب مع صناديق مكالمات الطوارئ في مواقع مختلفة بالحرم الجامعي، وتغييرات الطوارئ مثل الكوارث أو الطقس، وخط الهاتف الخاص بها لإجراء مكالمات مباشرة لحماية طلاب الجامعة. حصلت جامعة جنوب شرق ولاية أوكلاهوما (وتُعرف أيضًا بجامعة ساوث إيسترن) على تصنيف بي (B-minus) للسلامة في أمريكان سكول Search كوليج فاكتيال عام 2014.

## المنظمات
يتمتع الجسم الطلابي في جامعة جنوب شرق ولاية أوكلاهوما (بالإنجليزية: Southeastern Oklahoma State University)‏ بفرصة أن يصبحوا جزءًا من أكثر من 90 منظمة طلابية نشطة في الحرم الجامعي.

### الحياة الجامعيّة
يوجد حاليا اثنين من الأخويات واثنين من الجمعيات النسائية في الحرم الجامعي.
الأخويات: سيجما تاو جاما وتاو كابا إبسيلون
الجمعيات النسائية: ألفا سيجما تاو وسيجما سيجما سيجما
يوجد في جامعة جنوب شرق ولاية أوكلاهوما أخويات فخرية في الحرم الجامعي. كابا كابا بسي، ألفا إيتا رو، ألفا بسي أوميجا، بيتا ألفا بسي، فاي ألفا ثيتا، وسيغما تاو دلتا.

## ألعاب القوى

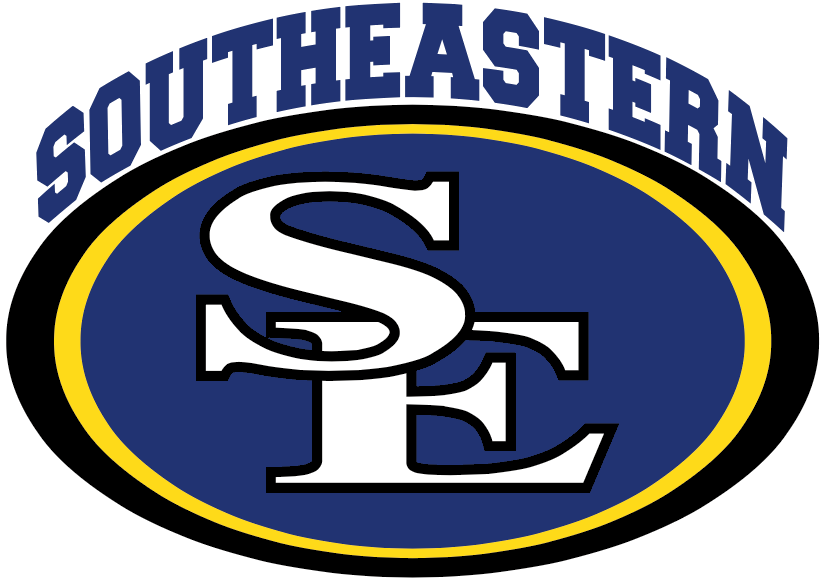
شعار ألعاب القوى

جامعة جنوب شرق ولاية أوكلاهوما عضو في القسم الثاني في جريت أمريكان كونفرنس. تشارك سافاج ستورم في لعبة البيسبول وكرة السلة للرجال والسيدات وكرة القدم والتنس الرجالي والسيدات والجولف للرجال ومسابقات رعاة البقر وسباق الضاحية للسيدات والكرة اللينة والتشجيع وكرة الطائرة النسائية.

## خريجون متميزون
- غاري باتون، رئيس أمة تشوكتاو في أوكلاهوما
- تيم بيلينجز، مدرب كرة القدم بالكلية
- ستانلي بلير لاعب سي إف إل سابق
- دارين براون، مدرب دوري البيسبول الرئيسي في منظمة سياتل مارينرز
- فرد بوركيت، لاعب دوري كرة القدم الكندية السابق
- راندال بوركس، لاعب سابق في اتحاد كرة القدم الأميركي
- مايكل براج، قاضي المحكمة الجزئية الأمريكية
- بريت بتلر، لاعب بيسبول سابق في الدوري الرئيسي
- إيرا كلارنس إيكر، جنرال بالجيش الأمريكي، سلاح الجو بالجيش الأمريكي
- جوني كراتشفيلد، سياسي أمريكي
- تشاك إيستوم، مؤلف وعالم كمبيوتر ومخترع
- جيف فراي، لاعب إم إل بي سابق
- ريمون جاري (1932) حاكم أوكلاهوما
- غاري جراي، لاعب إم إل بي سابق
- جاي بول جوم، مطور اقتصادي وسياسي
- سيسيل هانكينز، لاعب الدوري الاميركي للمحترفين السابق
- جيم هيس، مدرب كرة قدم جامعي سابق وكشاف اتحاد كرة القدم الأميركي
- أوفرتون جيمس (1956، 1965)، الحاكم السابق لأمة تشيكاساو 1963-1987
- جريج ليج، لاعب إم إل بي سابق
- سكوت لوكس، لاعب إم إل بي سابق
- مانوج مانشو، ممثل سينما التيلجو من ولاية اندرا براديش، الهند
- رون ماي، مشرع سابق في كولورادو
- كودي ماكلروي، نهاية محكمة لقراصنة خليج تامبا في الرابطة الوطنية لكرة القدم
- ريبا ماكنتاير، مغنية وممثلة موسيقى الريف
- هاك ميلر لاعب إم إل بي سابق
- كيربي مينتر، عضو فريق كرة السلة ببطولة العالم لكرة السلة الأمريكية لعام 1950
- دينيس باركر، مدرب كرة القدم بالكلية
- جريجوري إي بايل، الرئيس السابق لأمة تشوكتو في أوكلاهوما
- دينيس رودمان، لاعب كرة السلة مكرَّم في قاعة المشاهير
- كودي ريد، لاعب غولف محترف
- كريستال روبنسون، لاعب كرة سلة محترف
- جيري شيب، كابتن فريق كرة السلة الأولمبي للرجال والميدالية الذهبية لعام 1964 وهدافه
- بيت سبرات، مقاتل محترف في فنون القتال المختلطة
- رولي ستايلز، لاعب إم إل بي سابق
- مدينة سيول سو، التبشيرية، المعلم، ومذيع راديو الدعاية
- ميك طومسون، مصرفي وسياسي أمريكي
- ديفيد دبليو ويتلوك، الرئيس الخامس عشر لجامعة أوكلاهوما المعمدانية

## هيئة التدريس
- فيليس فايف، رسام[29]
- ديفيد دبليو ويتلوك، الرئيس الخامس عشر لجامعة أوكلاهوما المعمدانية[30]
- جلين د. جونسون الابن، عضو قاعة مشاهير أوكلاهوما ورئيس جامعة ولاية جنوب شرق أوكلاهوما
- شون براج، سياسي أمريكي ورئيس جامعة ولاية جنوب شرق أوكلاهوما
- هنري جي بينيت، مدرس أمريكي ورئيس جامعة ولاية جنوب شرق أوكلاهوما